# Leif Hansen (bokser)
Leif Håkon Baggis Hansen (8. februar 1928 – 6. november 2004) var en norsk bokser som deltog under Sommer-OL 1952.
Han blev født og døde i Oslo, og repræsenterede sportsklubben SK av 1909. Han kom på en 17.-plads i vægtklassen let-weltervægt under Boksning under Sommer-OL 1960. Han vandt fem norske titler (i både letvægt, letsværvægt og weltervægt) mellem 1951 og 1955.
Hansen fik senere en karriere indenfor professional boksning fra 1956til 1964. Han boksede 10 kampe, og vandt fire.